# Ljiljana Petrović
Ljiljana Petrović (Cyrillisch: Љиљана Петровић; Brod, 1939 - Novi Sad, 4 februari 2020) was een Servische zangeres.

## Biografie
Petrović werd geboren in het toenmalige Joegoslavische Brod, vandaag de dag een dorp in Bosnië en Herzegovina. Ze groeide evenwel op in Novi Sad, in het huidige Servië. In 1961 werd ze verkozen om Joegoslavië te vertegenwoordigen op het Eurovisiesongfestival van 1961. Hiermee werd ze de eerste deelnemer van haar land op het festival. Met het nummer Neke davne zvezde eindigde ze op de achtste plaats op zestien deelnemers.
Sinds 1989 schreef ze haiku-poëzie, in 1991 publiceerde ze een boek en begon later muziek te componeren op haiku-teksten, wat haar uniek maakt.
Ze overleed op 80-jarige leeftijd.
1961: Ljiljana Petrović · 
1962: Lola Novaković · 
1963: Vice Vukov · 
1964: Sabahudin Kurt · 
1965: Vice Vukov · 
1966: Berta Ambrož · 
1967: Lado Leskovar · 
1968: Luciano Kapurso & Hamo Hajdarhodžić · 
1969: Ivan & 3M · 
1970: Eva Sršen · 
1971: Krunoslav Slabinac · 
1972: Tereza · 
1973: Zdravko Čolić · 
1974: Korni · 
1975: Pepel in Kri · 
1976: Ambasadori · 
1981: Seid Memić-Vajta · 
1982: Aska · 
1983: Danijel Popović · 
1984: Vlado & Izolda · 
1986: Doris Dragović · 
1987: Novi Fosili · 
1988: Srebrna Krila · 
1989: Riva · 
1990: Tajči · 
1991: Bebi Dol · 
1992: Extra Nena
- International Standard Name Identifier: 0000 0004 6614 762X
- MusicBrainz: 8c836474-3779-43e7-82d3-311c898bf60c
- Virtual International Authority File: 1393154260770024480002